# Giovanni Andreozzi
Giovanni Andreozzi (Capua, 3 dicembre 1907 – Beggi, 2 febbraio 1937) è stato un militare italiano, insignito della medaglia d'oro al valor militare alla memoria nel corso delle grandi operazioni di polizia coloniale in Africa Orientale Italiana.

## Biografia
Nacque a Capua, provincia di Caserta, il 3 dicembre 1907, all'interno di una modesta famiglia di lavoratori, figlio di Michele e Carmela Benevento. Arruolatosi nel Regio Esercito, dopo aver frequentato il corso nella Scuola allievi ufficiali di Palermo fu nominato sottotenente di complemento nel settembre 1928 ed assegnato al 62º Reggimento fanteria, rinunciò al grado per iniziare a frequentare come allievo la Regia Accademia Militare di Fanteria e Cavalleria di Modena, uscendone nominato sottotenente in servizio permanente effettivo nell'arma di fanteria il 1º ottobre 1930. Frequentata la Scuola di applicazione d'arma di Parma venne destinato a prestare servizio nel 49º Reggimento fanteria. Promosso tenente nell'ottobre 1932, tre anni otteneva di essere trasferito nel Regio corpo truppe coloniali della Tripolitania, assegnato al V Battaglione libico del 2º Reggimento fanteria coloniale. Trasferito il 1º gennaio 1936 al 1º Reggimento fanteria coloniale, esattamente un mese dopo si imbarcava a Tobruk per la Somalia sbarcando a Brava il 12 febbraio. Prese parte ai combattimenti legati al corso della guerra d'Etiopia rimanendo ferito una prima volta ad Almagià il 18 settembre 1936. Decorato con due medaglie di bronzo al valor militare cadde in combattimento il 3 febbraio 1937 in seguito alle gravi ferite riportate nel fatto d'arme di Beggi del giorno precedente. Qui il suo battaglione costituiva con la Banda Pellizzari l'avanguardia della colonna Pascolini contro gli armati di Ras Destà. Con Regio Decreto del 29 novembre 1937 fu insignito della medaglia d'oro al valor militare alla memoria. La città di Capua gli ha intitolato una via.

### Fonti
1. 1 2 3 4 5 6 7 8  Combattenti Liberazione.
2. 1 2 3  Gruppo Medaglie d'Oro al Valor Militare 1965, p. 210.
3. 1 2 3 4  Capua on line.
4. ↑   Medaglia d'oro al valor militare Andreozzi, Giovanni, su quirinale.it, Quirinale. URL consultato l'11 luglio 2021.